# پیتر ولف
پیتر ولف (آلمانی: Peter Wolf؛ زادهٔ ۲۵ اوت ۱۹۵۲) یک موسیقی‌دان، آهنگساز، تنظیم‌کننده، ترانه‌سرا و تهیه‌کننده موسیقی اهل اتریش است. وی دارندۀ نشان درجۀ اول اتریش برای علم و هنر است و هم‌اکنون ساکن ملیبو است.
از فیلم‌ها یا مجموعه‌های تلویزیونی که وی در آن‌ها نقش داشته است، می‌توان به ووک اشاره نمود.